# 1252 w polityce

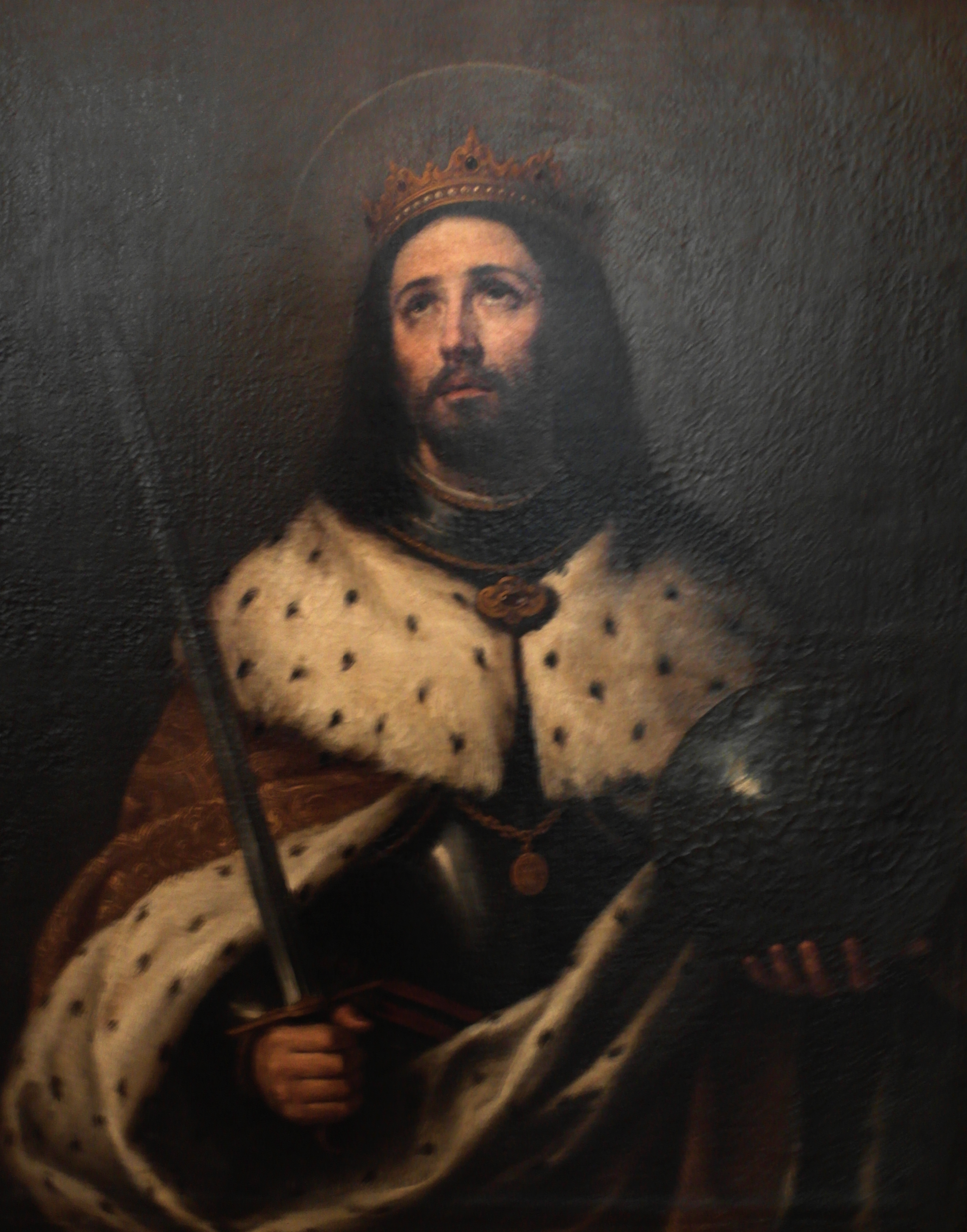
Esteban Murillo, Ferdynand III Święty

Wydarzenia polityczne w 1252 roku.

## Zmarli
- Ferdynand III Święty, król Kastylii i Leónu[1][2][3].
- Blanka Kastylijska[4], królowa francuska, święta Kościoła katolickiego.